# Ferran Cruixent
Ferran Cruixent (* 23. Juli 1976 in Barcelona) ist ein katalanischer Komponist und Pianist mit Wohnsitz in Barcelona.

## Leben
Sein Repertoire umfasst Werke für Orchester, Kammermusik, Vokalmusik und Multimedia.
Seit 2008 wird sein Repertoire bei Sikorski Musikverlage (Hamburg) verlegt. Eine Reihe von namhaften Orchestern (Bayerische Staatsorchester, Detroit Symphony Orchestra, Deutsche Radio Philharmonie Saarbrücken-Kaiserslautern, Staatskapelle Weimar, Beijing Symphony Orchestra, Orquesta Filarmónica de Bogotá etc.) hat seine Werke unter der Leitung von Dirigenten wie Leonard Slatkin, Christoph Poppen, Hannu Lintu, Karl-Heinz Steffens, Toshiyuki Kamioka, Danail Rachev, Tan Lihua oder Jochen Rieder sehr erfolgreich zur Aufführung gebracht.
2011 wurde Virtual für großes Orchester, als symphonischer Kompositionsauftrag der Deutschen Radio Philharmonie Saarbrücken-Kaiserslautern uraufgeführt.
2010 wurde das Auftragswerk Cyborg für großes Orchester mit der Staatskapelle Weimar unter der Leitung von Christoph Poppen uraufgeführt. Mit diesem Werk greift Cruixent das Konzept des Cyber Singing auf, bei dem Orchesterinstrumente mit modernen technischen Mitteln kommuniziert werden.
Im gleichen Jahr ist Ferran Cruixent als Komponist im Porträt des Internationalen Klassikfestivals Sommersprossen Rottweil eingeladen worden, wo mehrere Kammermusikwerke aufgeführt worden sind, u. a. zwei Auftragswerk-Uraufführungen.
Sein Schlagzeugkonzert Focs d’artifici(Feuerwerk) ist seit 2008 über 50 mal gespielt worden, so im Nationalen Großtheater in Peking und ist das Ergebnis einer erfolgreichen Zusammenarbeit mit dem Schlagzeuger Peter Sadlo.
2007 kreierte Ferran Cruixent die Titelmusik von Querbeet, der seinerzeit erfolgreichsten Gartensendung im deutschen Fernsehen, die im Fernsehen des Bayerischen Rundfunks ausgestrahlt wird.
Die Miró Stiftung in Barcelona hatte Ferran Cruixent für das Programm "Músiques d’avui" (Musik von Heute) der Saison 2008/2009 ausgewählt.
2006 gründet er die Online-Zeitschrift Stereotips für Musik Analyse und Kritik. 2007 gründet er mit dem Film Regisseur Joan Carles Martorell das musikalische und visuelle Projekt Urban Surround.
Cruixent hat 1999 im Conservatori Superior de Música de Barcelona, das Studium im Fach Klavier bei Carmen Vilà und Musiktheorie abgeschlossen. Parallel dazu studiert er auch Violine und Gesang.
2004 absolviert er in der Hochschule für Musik und Theater München sein Kompositionsstudium bei Dieter Acker, Komposition für Film und Fernsehen bei Enjott Schneider und zwei Jahre später das Meisterklassendiplom in Komposition bei Dieter Acker.

## Ausbildung
- Künstlerisches und pädagogisches Diplom im Fach Klavier (1999, CSMMB)
- Künstlerisches und pädagogisches Diplom im Fach Musiktheorie (1999, CSMMB)
- Vordiplom im Fach Geige (1995, CSMMB)
- Künstlerisches Diplom in 'Komposition für Film und Fernsehen' (2003, HfMTM)
- Künstlerisches Diplom in 'Komposition' (2004, HfMTM)
- Meisterklassendiplom in 'Komposition' (2006, HfMTM)
- Klavierkurse bei Paul Badura Skoda
- Orchesterleitungskurse bei Uwe Mund, Ulrich Nicolai, Manuel Cabero

## Preise
- Ehrenauszeichnung im Fach Klavier (1996, CSMMB)
- Ehrenauszeichnung im Fach Harmonielehre (1998, CSMMB)
- Ehrenauszeichnung im Fach Fugue (1998, CSMMB)
- Ausgewählt „Pacem relinquo vobis“ in Rom für das Festival der „Foederatio Pueri Cantores“ (1998, Rom)
- 1. Preis im Internationalen Reinl-Kompositions Wettbewerb für „Escenes“ (2001, Wien)
- Stipendiat der „La Caixa-DAAD“ Stiftung (2001–2003, Barcelona-Bonn)
- Film Fernseh Fonds Bayern Preis für Omnibus als bester Kurzfilm des Jahres (2002, Bayern)
- Nebenpreis INJUVE-Madrid für Noches Blancas (Kurzfilm und Multimedia Projekt, 2005, Madrid)